# 野見金山
野見金山（のみがねやま）は、千葉県長生郡長南町水沼にある標高179.9mの山である。房総丘陵の山の一つである。

## 概要
長生郡長南町（外房）と市原市（内房）の境界に位置する。
2004年に長南町によって野見金公園として整備され、サクラやアジサイの咲く公園になった。近年では、毎年6月に同町で開催される「花めぐり」のスポットの1つとなっている。内房（養老川水系）と外房（一宮川水系）の分水嶺に立地しているため、九十九里浜、茂原市街、京葉工業地帯の煙突、東京スカイツリーの眺望が見られ、「スカイツリーの見える丘」の看板が公園内に設置されている。市原市側は、大千葉カントリー倶楽部となっている。
ユートピア笠森（現在閉鎖）が岩撫地先に立地していた。施設は現在も残されている。この山の直下を首都圏中央連絡自動車道（圏央道）の笠森鶴舞トンネルが貫いており、千葉県の道路で最長のトンネル（全長2420m）となっている。

## 交通アクセス
高速道路での最寄りインターチェンジは首都圏中央連絡自動車道（圏央道）茂原長南インターチェンジとなる。公共交通機関でのアクセスは非常に不便である。